# Temporada 2000-01 da PSL
A Premier Soccer League 2000-2001 ou conhecida como 2000-2001 Castle Premiership foi a 5º edição da Premier Soccer League, principal competição de futebol da África do Sul. A liga teve a participação de 18 clubes.
O Orlando Pirates foi o campeão, com o rivai Kaizer Chiefs segundo. 